# Tamarrud
A tamarrud (arabul: تمرد, jelentése:lázadás) egy alulról szerveződött, ellenzéki mozgalom Muhammad Morszi egyiptomi elnök ellen, azzal a céllal, hogy beiktatásának első évfordulójáig, 2013. június 30-ig összegyűjtsön 15 millió aláírást, s kikényszerítse az előre hozott elnökválasztást.
A tamarrud hozzájárult a 2013 júliusi tüntetéssorozat elindításához Egyiptomban, mely július 3-án katonai hatalomátvételhez vezetett. A mozgalmat öt aktivista – köztük hivatalos szóvivőjük, Mahmúd Badr – alapította 2013. április 28-án, mely június 29-ig több mint 22 millió (22 134 460) aláírás összegyűjtését jelentette be. A mozgalom 2013. július 2-ig adott határidőt Morszinak, hogy lemondjon, ellenkező esetben engedetlenségi kampányt kívántak indítani. Az egyiptomi fegyveres erők vezetése a rohamosan mélyülő válság miatt július 3-án átvette a hatalmat, Morszit elmozdította hivatalából, s ideiglenes államfőnek Adli Manszúrt, az alkotmánybíróság korábbi elnökét bízta meg.

## Fordítás
- Ez a szócikk részben vagy egészben a Tamarod című angol Wikipédia-szócikk ezen változatának fordításán alapul.  Az eredeti cikk szerkesztőit annak laptörténete sorolja fel. Ez a jelzés csupán a megfogalmazás eredetét és a szerzői jogokat jelzi, nem szolgál a cikkben szereplő információk forrásmegjelöléseként.